# 프리츠 프레글
프리츠 프레글(독일어: Fritz Pregl, 1869년 9월 3일 ~ 1930년 10월 13일) 은 오스트리아의 화학자이다. 그라츠 대학에서 공부하고, 동 대학의 교수가 되었다. 유기 화합물의 적은 양의 원소를 분석하였기 때문에 극히 적은 양을 잴 수 있는 천칭을 연구하였다. 원소 분석법의 새 계통을 완성하여 화학·생리학·의학·공업 등 여러 방면의 연구에 크게 이바지하였다. 1923년 노벨 화학상을 받았다.